# Open einderegeling
Een open einderegeling is een begrotingsbesluit waardoor een financiële regeling geen budgettair plafond wordt toegekend.
In Nederland werd dit uitgangspunt tot 1991 gehanteerd voor de huursubsidie en de bijstand. Daar het ontbreken van een uitgavengrens tot enorme begrotingstekorten kan leiden werden in de jaren tachtig regelmatig kortingen op deze subsidies aangebracht (de kaasschaafmethode) en werd voor de bijstand de koppeling aan de loonstijging losgelaten.
Sinds de toepassing van de Zalm-norm in 1992 werd toegepast op de uitgaven met een open einderegeling wordt een andere begrotingssystematiek gebruikt waarbij de totale som van de uitgaven tevoren vastgesteld wordt en het aantal verwachte aanvragen daardoor de hoogte van de individuele subsidie bepaalt. Indien het aantal aanvragen hoger uitvalt wordt daardoor de begroting minder overschreden dan onder de oude regeling.